# Prostitución en los Emiratos Árabes Unidos
La prostitución los Emiratos Árabes Unidos, como en otros países árabes, está ilegalizada. Las penas por ejercer la prostitución incluyen fuertes multas y penas de prisión, y las prostitutas extranjeras suelen ser deportadas de los Emiratos. En 2006, se deportaron a 4 300 prostitutas extranjeras. A pesar de su ilegalidad, la prostitución está muy extendida, especialmente en Dubái y Abu Dabi. Las autoridades suelen hacer la vista gorda siempre que se mantenga fuera de la vista del público.
Los ciudadanos de los Emiratos Árabes Unidos pueden obtener varios visados de residencia. Estos se utilizan principalmente para el personal doméstico, pero los excedentes suelen venderse a través de intermediarios a prostitutas para entrar y permanecer en el país durante dos años. Los visados de residencia pueden cambiar de manos por más de 5 000 libras. Además, "los agentes se encargan de que las prostitutas entren en el país con un visado de turista de 30 días".
Aunque hay prostitución callejera, sobre todo en la calle Hamdan de Abu Dabi, la mayor parte de la prostitución tiene lugar en los bares y clubes nocturnos de los hoteles.

## Situación de Dubái

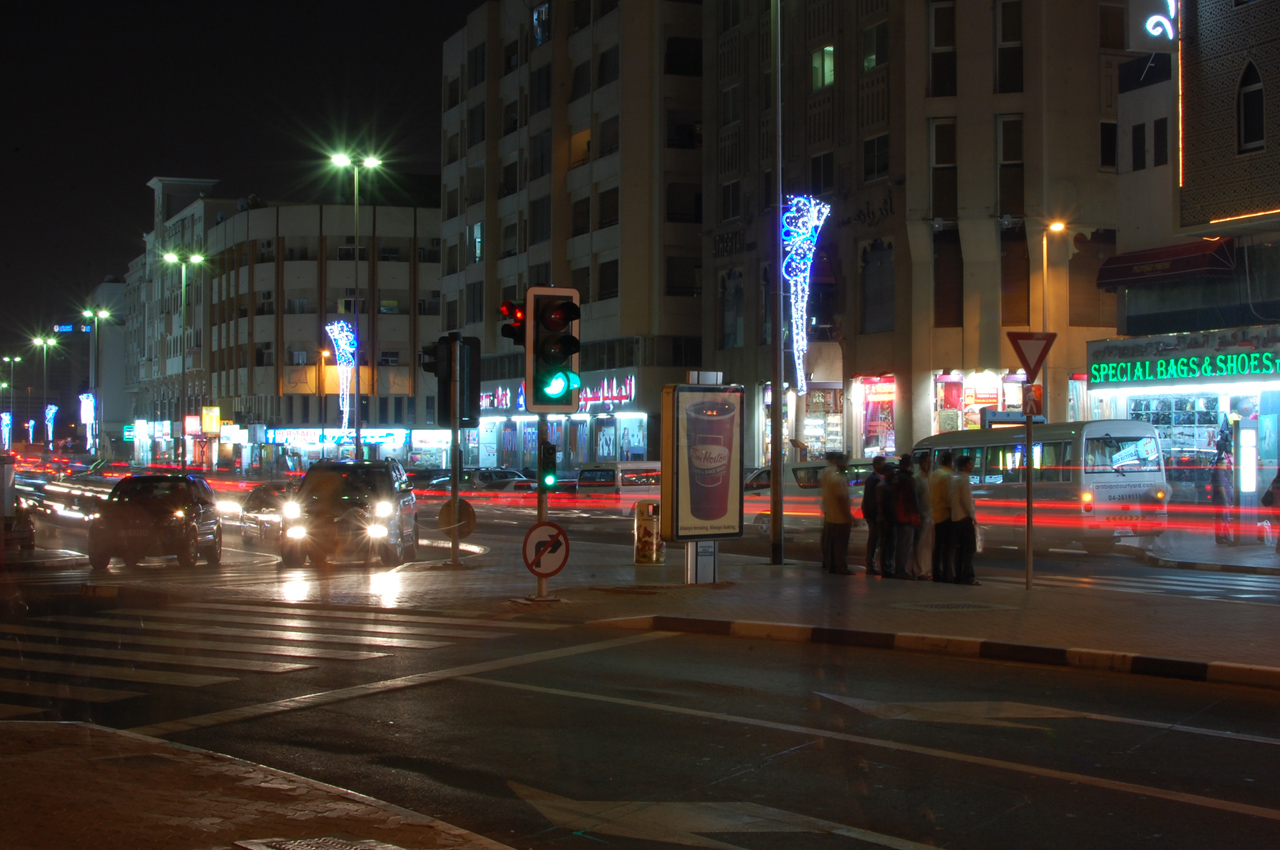
La zona histórica de Bur Dubai alberga el mayor barrio rojo de los Emiratos.

El comercio sexual en Dubái existe desde hace muchos años. En 1936, el wali del jeque Saeed obligó a las prostitutas a casarse o marcharse. Durante los años 1950 y 1960, dos madames controlaban a las prostitutas persas. Una controlaba el barrio rojo de Bur Dubai y la otra, los alrededores de la plaza Nasser (actual plaza Baniyas). El jeque Rashid ordenó que todas las prostitutas fueran detenidas y deportadas. Esto provocó una avalancha en el banco británico local cuando las mujeres intentaron sacar todos sus ahorros.
El Dubái moderno es uno de los principales centros de prostitución de los EAU y recibe el apodo de "Sodoma-sur-Mer". Las prostitutas frecuentan los bares y clubes nocturnos de los hoteles. Muchas prostitutas de países más pobres, como Nigeria, vienen a trabajar a Dubái durante un breve periodo de tiempo y luego regresan a su país con sus ganancias.
La prostitución, aunque prohibida, está muy extendida y es de fácil acceso en Dubái. Las mujeres que se dedican a este negocio operan en burdeles o establecimientos de masajes situados en las zonas rojas de la ciudad. Sin embargo, no sólo las mujeres, sino también los hombres ofrecen sus servicios en la ciudad. Normalmente, los barrios rojos se encuentran en las zonas más consolidadas de la ciudad, como Deira y Bur Dubai.
En Dubái también hay burdeles. El Cyclone, cerca del aeropuerto, se cerró en 2007 tras aparecer en la revista Vanity Fair, pero el local se instaló en otro lugar. Conocido por los visitantes como las "Naciones Unidas de la prostitución", el club cuenta con hasta 500 prostitutas en sus instalaciones en una noche normal, muchas de ellas procedentes de China, Azerbaiyán, Kazajstán, Kirguistán, Tayikistán, Uzbekistán, Rusia, Ucrania, Bulgaria y Taiwán.
El Cyclone apareció en 2008 en la película de Leonardo DiCaprio y Russell Crowe Red de mentiras.
La trata de personas es un problema en Dubái, a menudo grupos criminales chinos o de otros países asiáticos obligan a mujeres de China o India o Nepal a prostituirse en EAU. Hay muchas prostitutas iraníes en Dubái y algunas de ellas permanecen en la ciudad durante mucho tiempo. En 2014, la Oficina de Policía de Inmigración y Pasaportes de Irán anunció que el número de prostitutas iraníes en EAU está creciendo.
Con el paso de los años, Dubái se ha convertido en la capital mundial de los influencers, que utilizan su popularidad en las redes sociales para mostrar la extravagancia de la ciudad. Sin embargo, en el lado oscuro de la cultura del marketing de este grupo en Dubái había varios influencers que financiaban su estilo de vida vendiendo sexo por miles de libras. Las influencers reciben mensajes directos de hombres en Instagram, les responden y acuerdan quedar. Los hombres les pagan con vuelos, joyas, bolsos y dinero en efectivo. Además, las entrevistas revelaron que las influencers con más seguidores cobran más.

## Turismo sexual
EAU atraen a muchos hombres de negocios extranjeros, ya que se están ganando la reputación de ser el principal destino de turismo sexual de Oriente Próximo. Muchos de ellos llegan regularmente de los Estados postsoviéticos, Sudamérica, Europa del Este, Asia Oriental, África, Asia Meridional y otros estados de Oriente Próximo.

## Tráfico sexual
En 2007, el Departamento de Estado de los Estados Unidos ya situó a los Emiratos Árabes Unidos en el "Nivel 2" de sus informes anuales sobre la trata de personas, lo que significaba que no cumplen plenamente las normas mínimas para la eliminación de la trata, pero realizan determinados esfuerzos para lograrlo. Los EAU son un país de destino y tránsito para mujeres sometidas a trata con fines sexuales. Algunas mujeres, predominantemente de Europa Oriental, Asia Central, Asia Meridional y Sudoriental, África Oriental, Irak, Irán y Marruecos, son sometidas a prostitución forzada en los EAU. En 2016, se llevaron ante los tribunales 22 casos relacionados con la trata con fines sexuales.
Los EAU siguen las leyes islámicas y declararon delito el tráfico sexual en 2006. Sin embargo, la prostitución y el tráfico sexual no son ningún secreto en el país. Balnearios, bares y clubes de baile están llenos de trabajadoras del sexo, mientras que los burdeles también se disfrazan de salones de masaje en muchos lugares. Los traficantes de personas se fijaban en las mujeres africanas para dirigir la industria del tráfico sexual de los Emiratos. Los traficantes se aprovechan de la desesperación económica de las mujeres africanas, sobre todo las nigerianas, y las atraen para que trabajen y vivan en Dubái. Pero, las obligan a prostituirse en los EAU. En 2023, un informe exclusivo reveló un caso en el que una mujer nigeriana, Christy Gold, y su hermano dirigían una red de tráfico sexual en Emiratos.